# Lista de vereadores de Carapebus
Esta é a lista de vereadores de Carapebus, município brasileiro do estado do Rio de Janeiro.
A Câmara Municipal de Carapebus é formada por onze representantes, diferentemente em anos anteriores que era de nove representantes.

## 7ª Legislatura (2021–2024)
Estes são os vereadores eleitos nas eleições de 15 de novembro de 2020, pelo período de 1° de janeiro de 2021 a 31 de dezembro de 2024:
| Mesa Diretora (2021-2022)           |                       |                        |                           |
| Nome                                | Início do mandato     | Fim do mandato         | Cargo                     |
| Leandro Drumond Esteves (AVANTE)    | 1º de janeiro de 2021 | 31 de dezembro de 2022 | Presidente da Câmara      |
| Adriano Couto de Lima Barcelos (PP) | 1º de janeiro de 2021 | 31 de dezembro de 2022 | Vice-presidente da Câmara |
| Kelver de Souza dos Santos (PP)     | 1º de janeiro de 2021 | 31 de dezembro de 2022 | 1º Secretário             |
| Raimundo José de Luna Filho (PRTB)  | 1º de janeiro de 2021 | 31 de dezembro de 2022 | 2º Secretário             |

|    | Nome                                                                        | Partido                                         | Votos | %    | Observações |
| -- | --------------------------------------------------------------------------- | ----------------------------------------------- | ----- | ---- | ----------- |
| 1  | Tânia Maria Carvalho Cabral Silva (Carapebus, 04.10.1963–)                  | Progressistas (PP)                              | 462   | 4,42 | 2º mandato  |
| 2  | Kelver de Souza dos Santos, Kelver JJ (Macaé, 13.10.1991–)                  | Progressistas (PP)                              | 428   | 4,10 | 1º mandato  |
| 3  | Leandro Drumond Esteves, Dandinho (2021-2022) (Rio de Janeiro, 21.05.1984–) | AVANTE                                          | 348   | 3,33 | 2º mandato  |
| 4  | Luciano Sardinha de Carvalho, Deuti (Macaé, 07.06.1976–)                    | Democracia Cristã (DC)                          | 345   | 3,30 | 3º mandato  |
| 5  | Paulo José Ribeiro, Paulinho Cueca (Macaé, 31.05.1977–)                     | Solidariedade (SD)                              | 343   | 3,28 | 1º mandato  |
| 6  | Cíntia Camargo Barcelos (Rio de Janeiro, 08.04.1972–)                       | AVANTE                                          | 326   | 3,12 | 1º mandato  |
| 7  | Maicon Freitas Pimentel, Maicon Véio (Macaé, 31.08.1985–)                   | Partido Social Democrático (PSD)                | 315   | 3,01 | 2º mandato  |
| 8  | Raimundo José de Luna Filho (Rio de Janeiro, 15.09.1958–)                   | Partido Renovador Trabalhista Brasileiro (PRTB) | 294   | 2,81 | 1º mandato  |
| 9  | Patrick Carvalho de Oliveira (Macaé, 09.03.1992–)                           | REPUBLICANOS                                    | 249   | 2,38 | 1º mandato  |
| 10 | Adriano Couto de Lima Barcelos (Macaé, 08.04.1973–)                         | Progressistas (PP)                              | 195   | 1,87 | 1º mandato  |
| 11 | Robson da Silva Rodrigues, Robson Xaropinho (Duque de Caxias, 30.07.1974–)  | Democracia Cristã (DC)                          | 183   | 1,75 | 1º mandato  |

## 6ª Legislatura (2017–2020)
Estes são os vereadores eleitos nas eleições de 2 de outubro de 2016, pelo período de 1° de janeiro de 2017 a 31 de dezembro de 2020:
|   | Nome                                                                   | Partido                                            | Votos | %    | Observações |
| - | ---------------------------------------------------------------------- | -------------------------------------------------- | ----- | ---- | ----------- |
| 1 | Luciano Sardinha de Carvalho, Deuti (Macaé, 07.06.1976–)               | Partido Social Democrata Cristão (PSDC)            | 659   | 6,50 | 2º mandato  |
| 2 | Tânia Maria Carvalho Cabral Silva (2017-2018) (Carapebus, 04.10.1963–) | Partido Socialista Brasileiro (PSB)                | 587   | 5,79 | 1º mandato  |
| 3 | Antonio Marcos Santos da Silva, Marquinho Pacato (Macaé, 11.06.1971–)  | Partido do Movimento Democrático Brasileiro (PMDB) | 521   | 5,14 | 1º mandato  |
| 4 | Anselmo Prata Vicente (2019-2020) (Macaé, 23.02.1963–)                 | Partido da Social Democracia Brasileira (PSDB)     | 456   | 4,50 | 1º mandato  |
| 5 | Marcelo Borges Martins, Borginho (Campos dos Goytacazes, 20.11.1969–)  | Partido Progressista (PP)                          | 429   | 4,23 | 1º mandato  |
| 6 | Maicon Freitas Pimentel, Maicon Véio (Carapebus, 31.08.1985–)          | Partido Social Democrático (PSD)                   | 347   | 3,42 | 1º mandato  |
| 7 | Albecir Ribeiro, Tuti (Quissamã, 12.01.1968–)                          | Partido Democrático Trabalhista (PDT)              | 307   | 3,03 | 2º mandato  |
| 8 | Leandro Drumond Esteves, Dandinho (Macaé, 21.05.1984–)                 | Partido Progressista (PP)                          | 221   | 2,18 | 1º mandato  |
| 9 | Wagner Mello Ferreira (Duque de Caxias, 14.09.1987–)                   | Partido Trabalhista do Brasil (PTdoB)              | 209   | 2,06 | 1º mandato  |

## 5ª Legislatura (2013–2016)
Estes são os vereadores eleitos nas eleições de 7 de outubro de 2012, pelo período de 1° de janeiro de 2013 a 31 de dezembro de 2016:
|   | Nome                                                                      | Partido                                            | Votos | %    | Observações |
| - | ------------------------------------------------------------------------- | -------------------------------------------------- | ----- | ---- | ----------- |
| 1 | Bernard Tavares Dídimo (Macaé, 11.04.1984–)                               | Partido Republicano Brasileiro (PRB)               | 613   | 6,17 | 1º mandato  |
| 2 | José Vasconcelos de Luna Junior, Juninho (2013-2014) (Macaé, 28.08.1969–) | Partido dos Trabalhadores (PT)                     | 572   | 5,76 | 1º mandato  |
| 3 | Albecir Ribeiro, Tuti (Quissamã, 12.01.1968–)                             | Partido Popular Socialista (PPS)                   | 550   | 5,54 | 1º mandato  |
| 4 | Luciano Sardinha de Carvalho, Deut (Macaé, 07.06.1976–)                   | Partido do Movimento Democrático Brasileiro (PMDB) | 498   | 5,02 | 1º mandato  |
| 5 | Mariano José Selem Gomes (Macaé, 26.09.1959–)                             | Partido Popular Socialista (PPS)                   | 491   | 4,94 | 2º mandato  |
| 6 | Valdecy Alves da Silva (Carapebus, 28.09.1962–)                           | Partido Republicano Brasileiro (PRB)               | 471   | 4,74 | 1º mandato  |
| 7 | Adilça Felizardo Vicente, Dilcinha (Macaé, 10.01.1962–)                   | Partido Social Cristão (PSC)                       | 431   | 4,34 | 1º mandato  |
| 8 | Daniel Vicente, Daniel do Gás (Macaé, 24.07.1962–)                        | Partido Republicano Brasileiro (PRB)               | 370   | 3,73 | 1º mandato  |
| 9 | Renato Silva (Macaé, 19.11.1957–)                                         | Partido do Movimento Democrático Brasileiro (PMDB) | 339   | 3,41 | 1º mandato  |

## Legenda
| Cor  | Significado          |
| Bege | Presidente da Câmara |
| Azul | Suplente             |